# Hanna Zora
Hanna Zora (ur. 15 marca 1939 w Batnaya, zm. 2 października 2016) – iracki duchowny chaldejski, posługujący również w Iranie i Kanadzie. W latach 1974–2011 archieparcha Ahwazu, eparcha Toronto w latach 2011-2014. 

## Życiorys
Święcenia prezbiteratu przyjął 10 czerwca 1962. 1 maja 1974 został mianowany archiepearchą Awhazu. Sakry udzielił mu w dniu 27 października 1974 arcybiskup Teheranu Youhannan Semaan Issayi, któremu towarzyszyli arcybiskup Urmii Samuel Chauriz oraz biskup Al-Amadijja Hanna Kello. W 1987 został zmuszony do opuszczenia Iranu i zamieszkał początkowo w Rzymie, zaś w 1993 przeniósł się do Kanady i wspomagał tamtejsze duszpasterstwo Chaldejczyków. 10 czerwca 2011 został przeniesiony na urząd eparchy Toronto i tym samym zwierzchnika Kościoła chaldejskiego w Kanadzie, zachowując tytuł arcybiskupa na zasadzie ad personam.
3 maja 2014 przeszedł na emeryturę.